# EveR-1
EveR-1 apresentada ao público em 18 de outubro de 2006.
EveR-1 é uma ginoide (robô androide fêmea) desenvolvida em maio de 2006 pelo Instituto de Tecnologia Industrial da Coreia.